# Sarmato
Sarmato (en llengua emiliana: Särmat) és un comune (municipi) de la província de Piacenza a la regió italiana d'Emília-Romanya, situat a uns 160 quilòmetres al nord-oest de Bolonya i uns 15 quilòmetres  a l'oest de Piacenza. A 31 de desembre del 2004, tenia una població de 2.714 i una superfície de 27,0 quilòmetres quadrats.
Sarmato limita amb els municipis següents: Borgonovo Val Tidone, Castel San Giovanni, Monticelli Pavese, Pieve Porto Morone, Rottofreno.

## Economia
La principal activitat econòmica és l'agricultura. Els principals cultius són: cereals (principalment blat i blat de moro), farratge i hortalisses (especialment tomàquet). Hi ha ramaderia bovina. Pel que fa a les indústries, hi ha fàbriques d'aliments avançats, fàbriques de construcció, fàbriques de metal·lúrgia i fàbriques que produeixen vidre, plàstic i cautxú. El sector terciari està compost per una petita xarxa de botigues, serveis i bancs. Cada divendres al matí hi ha un mercat setmanal.